# Anne Perry – Interiors
Anne Perry – Interiors ist ein deutscher Dokumentarfilm über die Kriminalschriftstellerin Anne Perry, die als Jugendliche einen Mord beging. Der Film geht der Frage nach, wie Anne Perry über 50 Jahre nach der Tat mit der eigenen Schuld umgeht.

## Hintergrund
Anne Perry wurde als Juliet Hulme geboren. Im Alter von 15 Jahren ermordete sie zusammen mit ihrer besten Freundin Pauline Parker deren Mutter, Honora Parker. Die Mädchen wurden der Tat überführt und entkamen nur durch ihr junges Alter einer Todesstrafe. Nach fünf Jahren Haft kamen sie mit der Auflage frei, nie wieder Kontakt zueinander aufzunehmen.
Die Geschichte wurde 1994 von Peter Jackson unter dem Titel Heavenly Creatures verfilmt, mit Kate Winslet in der Rolle der Juliet Hulme.
Nach ihrer Entlassung 1959 kehrte Perry nach England zurück und nahm den Namen ihres Stiefvaters an. Anne Perry ist kein Pseudonym, sondern seitdem ihr korrekter bürgerlicher Name. Sie ist heute eine der erfolgreichsten Schriftstellerinnen ihres Genres.
Die Regisseurin Dana Linkiewicz absolvierte ihr Regiestudium an der Kunsthochschule für Medien Köln. Ihr Kurzfilm Doppelmord lief 2007 bei verschiedenen Festivals und im deutschen Fernsehen.

## Inhalt
Im Jahr 2008 ließ sich Anne Perry über mehrere Wochen von dem Kamerateam begleiten. Der Film begleitet die Schriftstellerin über 50 Jahre nach dem Mord und den folgenden Ereignissen. Anne Perry spricht 2008 im Dokumentarfilm darüber, wie der Mordfall und die damit verbundene Schuld ihr Leben beeinflusst hat.

## Premiere
Die Weltpremiere des Films fand während des Montreal World Film Festivals in Kanada im August 2009 statt.

## Produktion
Der Film wurde von der Kunsthochschule für Medien Köln (KHM) und der Geißendörfer Film- und Fernsehproduktion KG produziert. Die Produktionskosten beliefen sich auf 10.000 Euro.